# 吉莉恩·希恩
吉莉恩·希恩（英語：Gillian Sheen，1928年8月21日—2021年7月5日），英国女子击剑运动员。她曾代表英国参加1952年、1956年和1960年夏季奥林匹克运动会击剑比赛，其中1956年奥运会获得一枚金牌。